# Tiemnolesskaja (Kraj Krasnodarski)
Tiemnolesskaja (ros. Темнолесская) – stanica (ros. станица) w Rosji, w Kraju Krasnodarskim, w rejonie apszerońskim. Wchodzi w skład osiedla wiejskiego Miezmajskoje.

## Geografia
Stanica znajduje się w południowej części Kraju Krasnodarskiego, blisko granicy z Adygeją.
Jest położona nad rzeką Miezmaj.

## Demografia
W 2010 roku wieś zamieszkiwały 144 osoby.